# Still I Dream of It
«Still I Dream of It» es una canción escrita por Brian Wilson para la banda de rock estadounidense The Beach Boys.
La canción originalmente estaba destinada para el álbum Adult Child; cuando el álbum fue abandonado, la canción estuvo en los archivos durante muchos años.
Finalmente se editó en el box set Good Vibrations: Thirty Years of The Beach Boys de 1993 como la decimocuarta pista del disco cuatro. Como artista solista, también se incluyó una versión demo en el álbum solista de Brian Wilson, I Just Was't Made for These Times de 1995.